# 千賀康治
千賀 康治（せんが こうじ、1892年9月11日 - 1956年2月24日）は、日本の政治家。衆議院議員（2期）、愛知県会議員（3期）、岡崎市会議員（4期）などを歴任した。横に大きく伸びた口ひげから「おひげさん」の愛称で親しまれた。

## 概要
愛知県額田郡岡崎町連尺（現・岡崎市）で木綿問屋を営む千賀伝三郎の五男として生まれる。愛知県第二師範学校附属小学校、愛知県立第二中学校（現・愛知県立岡崎高等学校）卒業。木綿織物業に従事する。
1928年（昭和3年）10月5日に行われた岡崎市会議員選挙に立候補し初当選。千賀は立憲民政党の岡崎支部である岡崎民政倶楽部に属していたが、当選の翌月、他の若手の民政党員と共に分派し岡崎民政青年団を結成した。1947年（昭和22年）4月29日まで市議を4期務めた。
1931年（昭和6年）9月25日に行われた愛知県会議員選挙に民政党公認で出馬し初当選。定数が2から1に減った1935年（昭和10年）の県議選では落選。しかし当選者の杉山伊佐雄が選挙違反を起こしたことにより、1937年（昭和12年）8月7日に退任。同年11月1日に行われた補選で2期目の当選を果たす。定数が2に戻った1939年（昭和14年）の県議選で3選。
1947年（昭和22年）4月25日に行われた第23回衆議院議員総選挙に旧愛知4区より民主党公認で出馬し、初当選した。1949年（昭和24年）の第24回衆院選では民主自由党公認で出馬し2期目の当選。広川弘禅農相時代には農林委員長として農政推進に貢献した。選挙区域においては明治用水の改修、矢作川改修などに功績を上げた。
その後2度の落選を経て、1955年（昭和30年）4月の岡崎市長選挙に出馬。千賀は、同年2月の衆院選で初当選した永田安太郎の選挙事務所をそのまま拝借し、岡崎の商工業者の第一人者で元衆議院議員の千賀千太郎を事務長に迎えるも落選。現職の竹内京治は3期目の当選を果たした。市長選の1週間前の4月23日に県議選が行われており、太田光二（自由党）と長坂信治（日本社会党右派）は当選が確定すると即座に竹内の応援に回った。両県議の加勢が選挙の明暗を分けたと言われている。
1956年（昭和31年）2月23日午後7時頃、東京都中央区八重洲4丁目の停留場付近で線路を横切ろうとしたときに都電にはねられ、翌2月24日に死去した。63歳没。

## 選挙の結果
| 執行日        | 選挙   | 所属党派     | 当落 |
| ------------- | ------ | ------------ | ---- |
| 1947年4月25日 | 第23回 | 民主党       | 当   |
| 1949年1月23日 | 第24回 | 民主自由党   | 当   |
| 1952年10月1日 | 第25回 | 自由党       | 落   |
| 1953年4月19日 | 第26回 | 分党派自由党 | 落   |

| 候補者名 | 年齢 | 所属党派 | 新旧別 | 得票数   | 得票率 |
| -------- | ---- | -------- | ------ | -------- | ------ |
| 竹内京治 | 67   | 無所属   | 現     | 29,160票 | 38.20% |
| 千賀康治 | 62   | 無所属   | 新     | 24,750票 | 32.42% |
| 足立一平 | 48   | 無所属   | 新     | 22,422票 | 29.37% |